# Wiktor Kompanijez
Wiktor Kompanijez (ukrainisch Віктор Компанієць, engl. Transkription Viktor Kompaniyets; * 21. März 1937 in Donezk) ist ein ehemaliger ukrainischer Diskuswerfer, der für die Sowjetunion startete.
1957 siegte er bei den Weltuniversitätsspielen. Bei den Olympischen Spielen 1960 in Rom wurde er Sechster, bei den Leichtathletik-Europameisterschaften 1962 in Belgrad Fünfter und bei den Olympischen Spielen 1964 in Tokio Zwölfter.
Seine persönliche Bestleistung von 58,77 m stellte er am 7. Juni 1964 in Sofia auf.